# Campi (Anhänger)

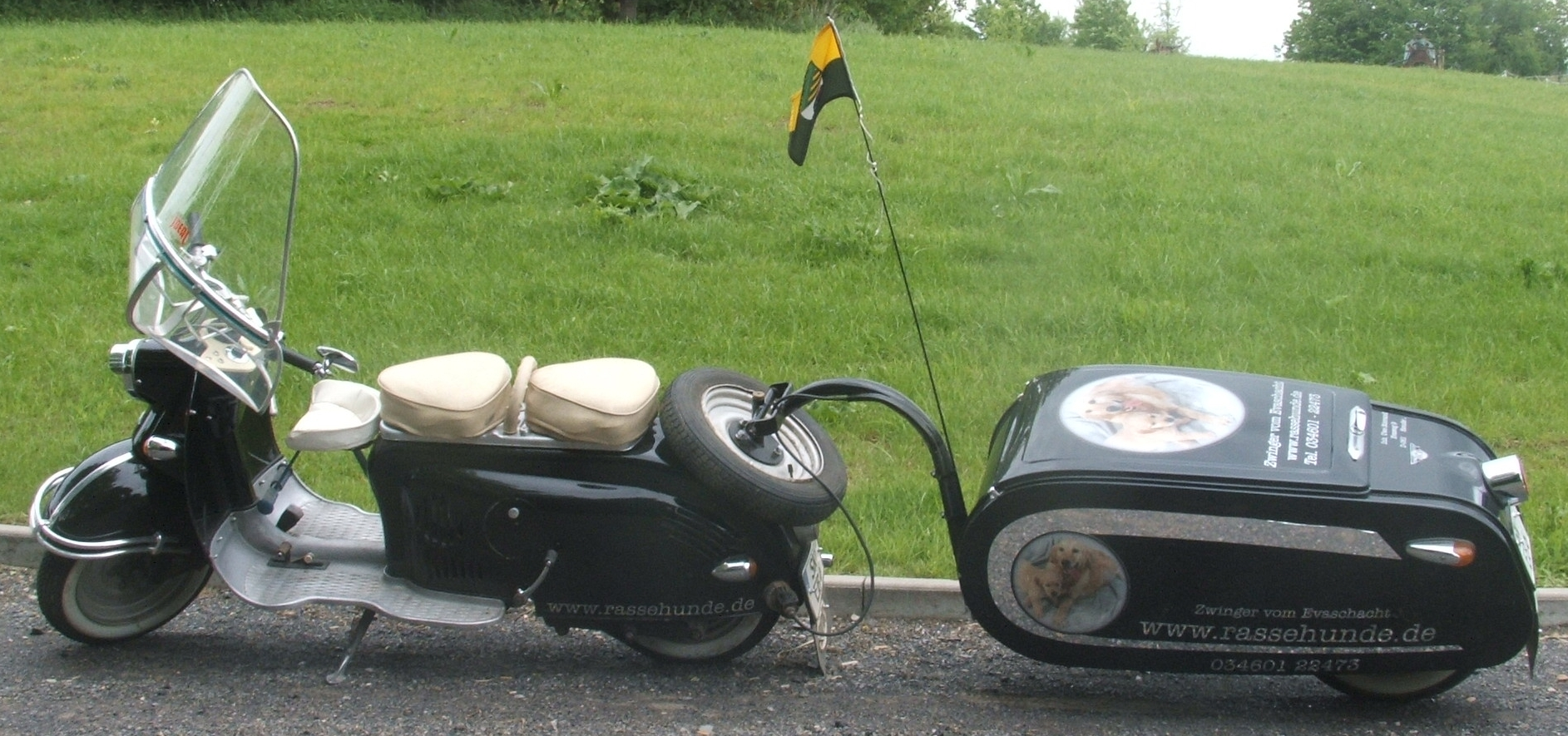
Stadtroller Berlin mit Einspuranhänger Campi

Der Campi ist ein Einspur-Campinganhänger für die DDR-Motorrollermodelle Berlin, Troll und Wiesel. Er wurde von 1960 bis 1964 gebaut. Das Fahrwerk kam aus den VEB Industriewerken Ludwigsfelde und die Karosserie wurde in der Seitenwagenfabrik Stoye in Leipzig gebaut. Der Anhänger besteht fast ausschließlich aus Bau- bzw. Karosserieteilen des Motorrollers Wiesel. Bis 1965 wurde der Campi ca. 5700-mal ausgeliefert.